# Aedes tutuilae
Aedes tutuilae är en tvåvingeart som beskrevs av Ramalingam och John Nicholas Belkin 1965. Aedes tutuilae ingår i släktet Aedes och familjen stickmyggor. Inga underarter finns listade i Catalogue of Life.